# برهمین تامیل
برهمن‌های تامیل یک جامعه مذهبی قومی متشکل از برهمن‌های هندو با زبان تامیلی هستند که عمدتاً در تامیل نادو زندگی می‌کنند، البته قابل توجه است که تعداد آنها در تلانگانا، آندرا پرادش، کرالا، کارناتاکا، علاوه بر سایر مناطق هند و همچنین سریلانکا، بسیار زیاد است.

## فرقه‌ها
برهمن‌های تامیل را می‌توان به‌طور کلی به دو فرقه اصلی تقسیم می‌شوند: اییرها که از سنت‌های سراوتا و اسمارتا پیروی می‌کنند و آیینگارها که به سنت سری وایشناوییسم پایبند هستند.

### ایر
آیرز سراوتا - اسمارتها برهمینز هستند که اعضای آن از فلسفه ویدانته ادویته که توسط شانکرا پیشنهاد شده پیروی می‌کنند. آنها عمدتاً در امتداد نواحی دلتای کووری ناگاپاتینام، تانجاوور، تیرووارور و تیروچیراپالی متمرکز هستند و تقریباً ۱۰٪ از کل جمعیت را تشکیل می‌دهند. با این حال، بیشترین جمعیت در ناگروکویل ساکن هستند که ۱۳٪ از جمعیت شهر را تشکیل می‌دهند. تعداد قابل توجهی از آنها همچنین در چنای کوئیمباتور، مادورای، تیروچیراپالی، تانجاوور، پالاکاد، آلاپوزا، کوژیکود، ارناکولام، کانور و تیرووانانتاپورام یافت می‌شوند.